# Zamłynie (Zembrzyce)
Zamłynie – część wsi Zembrzyce w Polsce położona w województwie małopolskim, w powiecie suskim, w gminie Zembrzyce.
W latach 1975–1998 miejscowość administracyjnie należała do województwa bielskiego.